# Army of Cuban Occupation Medal
La Army of Cuban Occupation Medal (en français : Médaille de l'Armée d'occupation de Cuba) est une médaille qui a été créée par ordre du département de la Guerre des États-Unis en juin 1915. La médaille reconnaît les membres du service qui ont effectué des tâches d'occupation de garnison dans le protectorat des États-Unis sur Cuba, après la fin de la guerre hispano-américaine.

## Critères
La Army of Cuban Occupation Medal a été créée par l'ordonnance générale 40 du département de la Guerre, en juin 1915[1]. Pour recevoir la médaille de l'armée d'occupation cubaine, un militaire doit avoir servi à l'intérieur des frontières géographiques de Cuba entre le 18 juillet 1898 et le 20 mai 1902. La médaille était principalement décernée aux membres de l'armée américaine (US Army), mais d'autres branches du service pouvaient y prétendre dans certaines circonstances[2].
La première Army of Cuban Occupation Medal a été décernée au major général Leonard Wood. La Army of Cuban Pacification Medal (médaille de pacification de Cuba de l'Armée) portait le même nom, mais était décernée pour le retrait des forces américaines de Cuba sept ans après la fin de la guerre hispano-américaine.

## Apparence
La médaille est un disque circulaire en bronze de 34,925 mm de diamètre. Sur l'avers figurent les armoiries de Cuba. Autour du bord figure l'inscription "ARMY OF OCCUPATION MILITARY GOVERNMENT OF CUBA" (ARMÉE D'OCCUPATION GOUVERNEMENT MILITAIRE DE CUBA). Les dates 1898 et 1902 se trouvent de part et d'autre du bonnet phrygien au sommet des armoiries.
Le revers représente un aigle aux ailes déployées perché sur un trophée composé d'un canon, de fusils, de drapeaux de guerre, d'un bouclier indien, d'un carquois de flèches et de trois lances, d'une machette cubaine et d'un kris sulu. Sous le trophée figurent les mots "FOR SERVICE". Au-dessus de l'aigle se trouvent les mots arqués autour du bord "UNITED STATES ARMY". Dans la moitié inférieure du bord se trouvent treize étoiles à cinq branches.
La médaille est suspendue à un ruban de 34,925 mm de largeur. Il est composé des bandes verticales suivantes : 1,5875 mm de bleu outremer ; 9,525 mm de rouge old glory ; 1,5875 mm de jaune d'or ; 9,525 mm de bleu outremer ; 1,5875 mm de jaune d'or ; 9,525 mm de rouge old glory ; et 1,5875 mm de bleu outremer.

## Source
- (en) Cet article est partiellement ou en totalité issu de l’article de Wikipédia en anglais intitulé « Army of Cuban Occupation Medal » (voir la liste des auteurs).